# شوجو شيموهاتا
شوجو شيموهاتا (باليابانية: 下畠 翔吾) (8 مايو 1992 في شيغا في اليابان – )؛ هو لاعب كرة قدم ياباني سابق كان يلعب كمدافع.

## وصلات خارجية
- شوجو شيموهاتا على موقع رابطة كرة القدم اليابانية للمحترفين (اليابانية)
- شوجو شيموهاتا على موقع قاعدة بيانات كرة القدم.إي يو (الإنجليزية)
- شوجو شيموهاتا على موقع Soccerway.com (الإنجليزية)
- شوجو شيموهاتا على موقع عالم كرة القدم.نت (الإنجليزية)